# Eustachy Kuroczko
Eustachy Kuroczko (ur. 28 kwietnia 1901 we Lwowie, zm. 22 grudnia 1956 w Warszawie) – pedagog, działacz społeczny, poseł.

## Dzieciństwo i młodość
Matka Eustachego Kuroczki pochodziła z samborskiej szlachty chodaczkowej. Jej dziad, Stanisław Odrowąż Grabowski, był analfabetą i pracował w kopalni wosku ziemnego. Helena Grabowska zarabiała na swoje utrzymanie we Lwowie od 12 roku życia, jako opiekunka do dzieci, kucharka i praczka. Od chwili wyjścia za mąż za Ukraińca, Szymona Kuroczkę (również analfabetę), zajmowała się stróżowaniem kamienicy. Mąż palił w piecach w budynku Namiestnictwa i sprzątał w kamienicy. Spośród ośmiorga dzieci, które przyszły na świat w zajmowanej przez rodzinę suterenie, pięcioro zmarło na gruźlicę przed ukończeniem 15. roku życia.
Eustachy Kuroczko pracował od wczesnego dzieciństwa. Chodził też do szkoły ludowej im. Tadeusza Kościuszki i gimnazjum klasycznego we Lwowie. Przez wiele lat wspominał, jak dotkliwie odczuwał dowody niechęci lepiej sytuowanych rówieśników i nauczycieli. W czasie I wojny światowej ojciec dostał się do niewoli rosyjskiej (gdzie zmarł na tyfus) i Eustachy pracował jeszcze intensywniej, pomagając matce w utrzymaniu rodziny. Wpłynęło to niekorzystnie na jego zdrowie, ale nie rzucił szkoły. W szóstej klasie zaczął udzielać korepetycji oraz zetknął się z młodzieżowym ruchem socjalistycznym. W 1916 roku wstąpił do Polskiej Partii Socjalno-Demokratycznej  Galicji i Śląska. Zaczął wydawać rewolucyjny dwutygodnik, za co został zwolniony ze szkoły w 1918 roku. W tym samym roku zmarła na hiszpankę matka. Eustachy był zmuszony oddać ośmioletniego brata i pięcioletnią siostrę do ochronki. Wstąpił do wojska, mimo głęboko odczuwanego sprzeciwu wobec bratobójczej wojny. Pisał później:

W wychowaniu moim ścierały się dwa wpływy. Znam nieźle język ukraiński w słowie i w piśmie, interesowałem się kulturą ukraińską, literaturą i historią, jestem jednak Polakiem, wychowanym w kulturze polskiej. Walka dwóch nacjonalizmów była dla mnie straszna. Przekonałem się naocznie, jak dalekie są ideały od rzeczywistości, że silniejsze są instynkty od rozumu [...] Braterstwo ludów runęło jak domek z kart i stało się, niestety, tylko frazesem.

W wojsku Kuroczko nie ukrywał tych przekonań i w marcu 1919 roku został aresztowany pod zarzutem agitacji bolszewickiej. Po ciężkich chorobach (tyfus, zapalenie gruczołów limfatycznych) został zwolniony do cywila i mógł w 1920 roku ukończyć gimnazjum. Po maturze służył jako parobek u chłopa, kopał rowy pod rurociąg w Borysławiu, pracował w kopalni ropy naftowej jako pomocnik palacza, kowala, wiertacza. W 1922 roku awansował na „podskakiwacza” (asystenta kierownika kopalni), mimo że jego aktywność w ruchu robotniczym nie była mile widziana. Ożenił się w wieku 21 lat z nauczycielką z Tustanowic, pochodzącą z rodziny urzędniczej ze Stryja. Wkrótce ponownie się rozchorował i, za namową żony i lekarzy, zdecydował się zmienić pracę.
W maju 1922 objął posadę nauczyciela w jednoklasowej szkole powszechnej we wsi Rakowo (powiat szczuczyński w woj. nowogrodzkim). Po wakacyjnym kursie pedagogicznym w Lidzie został przeniesiony do szkoły dwuklasowej we wsi Bęćkowo. Początkowo sam, a po roku z żoną, uczył tam 95. dzieci oraz organizował kursy wieczorowe dla analfabetów. Przyznał po latach, że praca z dorosłymi dawała mu wówczas więcej satysfakcji – dla dzieci bywał opryskliwy:

Gdy dziś, po wielu latach, przypominam sobie te wylęknione twarze, żal mi serdecznie tych malców... wstydzę się tych lekcji i wstydzić się będę przez całe życie...

Kuroczko mieszkał wówczas, wraz z żoną, dwiema córeczkami, siostrą i dziewczyną, która opiekowała się dziećmi, w nowej chacie z jedną izbą i kuchnią. W tych warunkach w latach 1925–1926 studiował wieczorami historię i literaturę, jako uczestnik korespondencyjnego kursu, zorganizowanego przez Powszechny Uniwersytet Korespondencyjny prowadzony przez Janusza Jędrzejewicza (założyciela miesięcznika Wiedza i Życie).
Pod wpływem nocnych lektur, przy naftowej lampie i piecyku na torf, odżyła potrzeba rewolucyjnego działania. Kuroczko wstąpił do Niezależnej Partii Chłopskiej i rozpoczął działalność wśród młodzieży wiejskiej.  W 1927 roku został zwolniony z pracy decyzją Inspektoratu Szkolnego, co zaskarżył w Ministerstwie Wyznań Religijnych i Oświecenia Publicznego. W poszukiwaniu możliwości zarobku wrócił do Borysławia, gdzie pracował przy budowie mostu. Zorganizował też, w ramach Towarzystwa Uniwersytetu Robotniczego (TUR), szkołę powszechną dla dorosłych, w której uczył języka polskiego i historii Polski.
Po 10 miesiącach postępowania wyjaśniającego decyzję o zwolnieniu z pracy nauczycielskiej wycofano i w 1928 roku Kuroczko został powołany na stanowisko nauczyciela we wsi Rudawka koło Sokółki (nazwano to „posadą karną”). Kolejnym miejscem pracy była szkoła siedmioklasowa w Górze Kalwarii (1929). W tej szkole zapewniono mu wolne soboty, dzięki czemu mógł poświęcać dwa dni w tygodniu na studia w Warszawie. Był słuchaczem historii na Wolnej Wszechnicy Polskiej, chodził na wykłady Heleny Radlińskiej, Adama Pragiera i innych, poznał Ignacego Daszyńskiego, Tomasza Arciszewskiego, Mieczysława Niedziałkowskiego.

## Szkoła sanatoryjna na „Górce” w Busku Zdroju

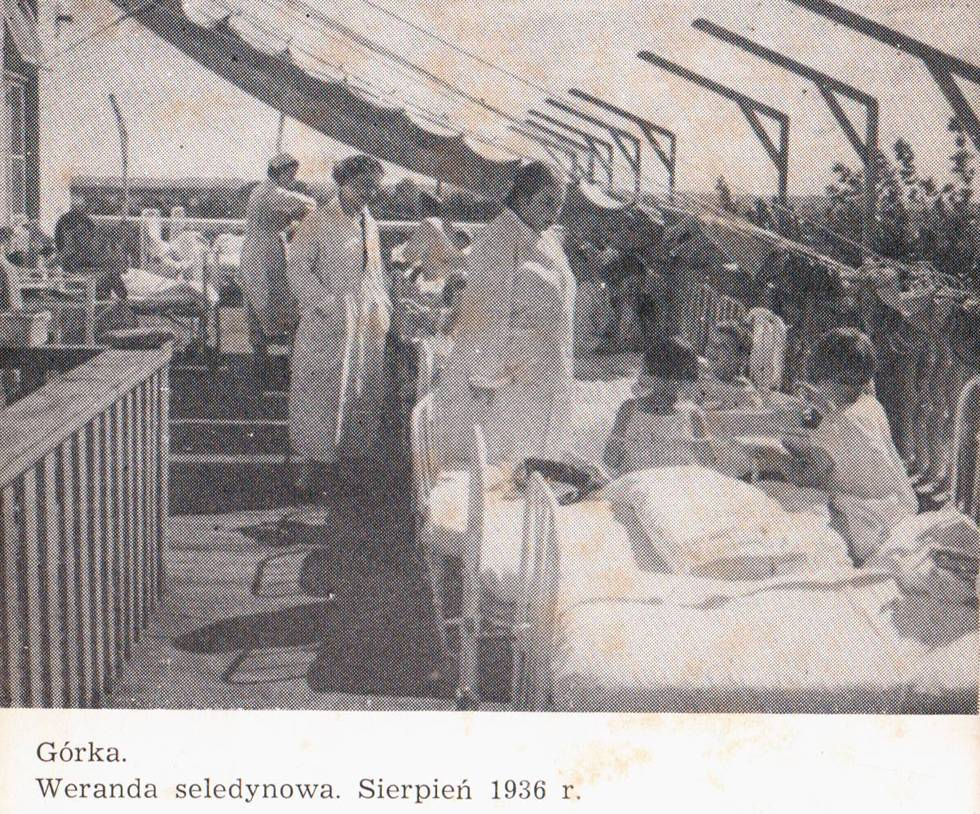
Werandowanie w sanatorium „Górka” (1936)

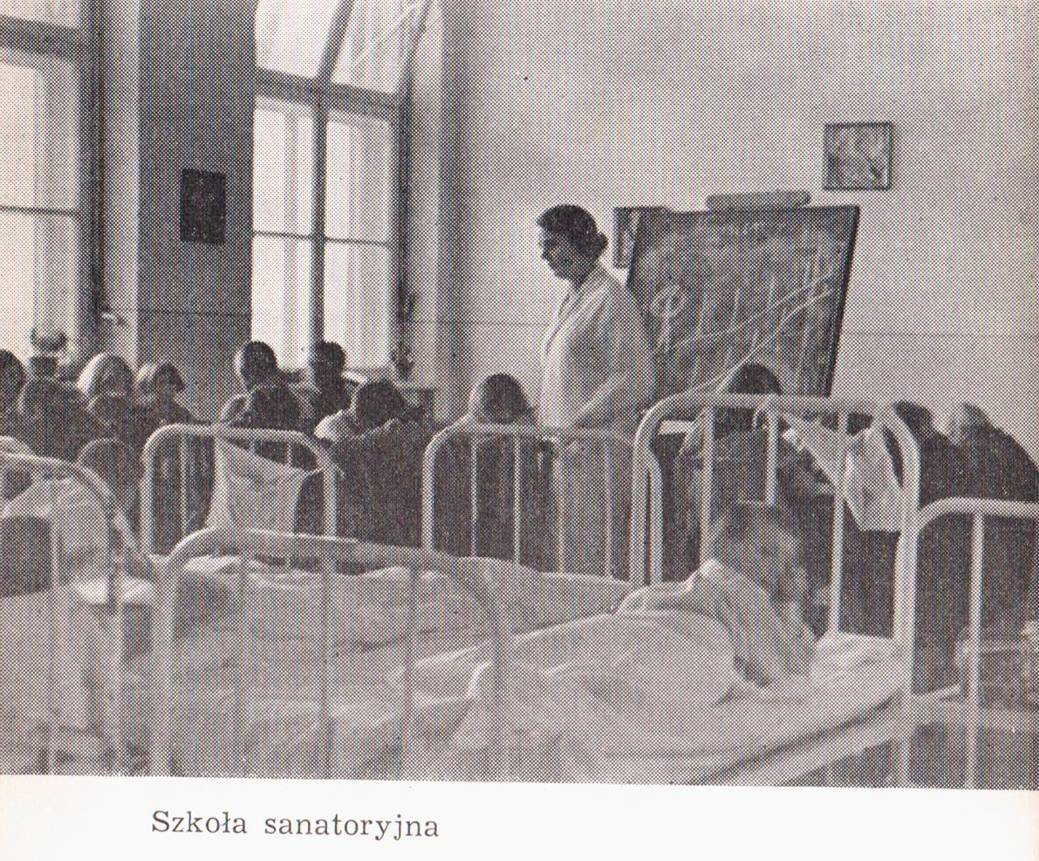
Lekcja na sali sanatoryjnej (1936)

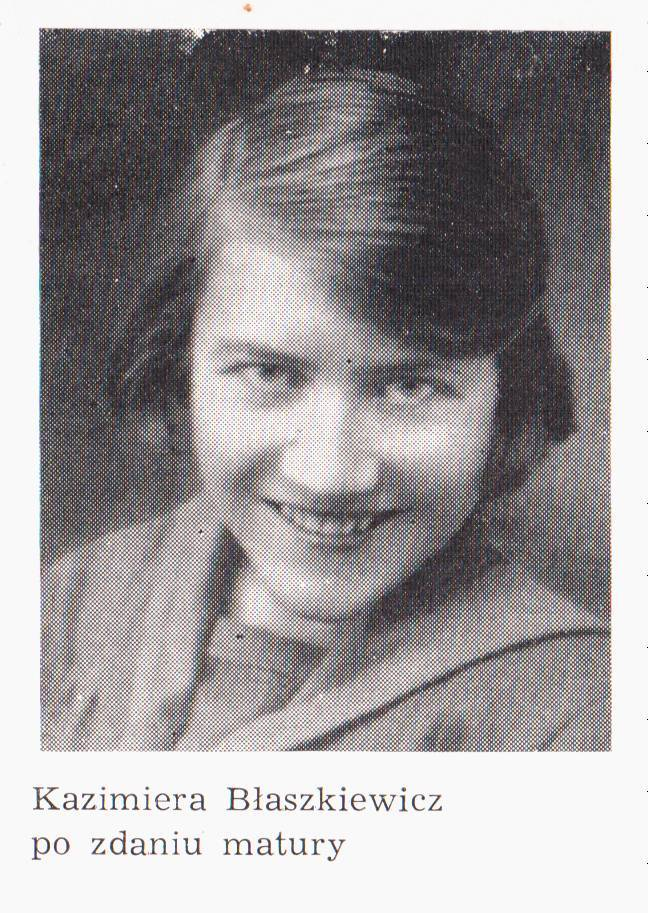
Kazimiera Błaszkiewicz była jedną z ciężko chorych uczennic E. Kuroczki, której przywrócił radość życia

W 1929 roku Eustachy Kuroczko otrzymał i przyjął propozycję dr. Szymona Starkiewicza, dotyczącą organizacji szkoły dla dzieci leczonych w sanatorium „Górka”. Ponieważ w Polsce nie było wówczas podobnych szkół Starkiewicz wystarał się dla Kuroczki o stypendium  zagraniczne, dzięki któremu mógł on poznać trzy niemieckie zakłady dla dzieci kalekich, o ograniczonej sprawności ruchowej. Od tej chwili zaczął się dziesięcioletni okres twórczej pracy pedagogicznej.
Uczenie dzieci chorych, często unieruchomionych w łóżeczkach, wymagało opracowania i zastosowania nowych metod pedagogicznych, wymagało też udziału lekarzy i pielęgniarek. Cały personel „Górki” był zaangażowany w realizację planu Starkiewicza i Kuroczki. Kuroczko zaproponował zmodyfikowany plan daltoński, polegający na przekazywaniu dzieciom indywidualnych zadań i na ich realizacji bez ram roku szkolnego i godzin lekcyjnych. Umożliwiało to dostosowanie tempa nauki do możliwości i chwilowego samopoczucia ucznia, ulegającego w czasie choroby (np. czynnej gruźlicy) dużym wahaniom od wzmożonej energii do zniechęcenia. Dużą wagę przywiązywano do zachowania kontaktu chorych dzieci ze światem zewnętrznym. Dzieci były wynoszone w łóżeczkach do ogrodu lub na pole, by mogły oglądać sianokosy lub budowę mrowiska; umożliwiano im hodowanie gołębi i jedwabników lub rybek w słoikach koło łóżeczek, organizowano – również dla dzieci unieruchomionych w różnych pozycjach – zajęcia warsztatowe, np. introligatorskie, stolarskie, modelowania z gliny. W ogrodach sanatorium powstał mały ogród botaniczny, zegar słoneczny i plastyczna tabliczka mnożenia. Największą dumą „Górki” była plastyczna mapa Polski, z górami, dolinami, miastami i Wisłą wpływającą do Bałtyku. Te atrakcje, wspomagające nauczanie, zaplanował i zrealizował dr J. Gawroński, który przed I wojną światową założył w Szwajcarii szkołę „Odrodzenie”, dla dzieci zagrożonych gruźlicą i dla ozdrowieńców.
Obserwacje przebiegu i efektów nauczania w sanatorium Kuroczko publikował w czasopiśmie „Życie dziecka”. Dla Instytutu Pedagogicznego pisał też pracę „Handel u dzieci” (tekst pozostał w rękopisie). Interesował się np. zasadami organizacji handlu gołębiami, który z zapałem prowadziły dzieci z sanatorium – pomiędzy sobą i z dziećmi z sąsiednich wiosek. Pisał:

Handel odbywał się oryginalnie. Chłopcy sprzedawali poszczególne pary w powietrzu, nie z ręki do ręki. Gołębie fruwały pod niebiosami, a targ odbywał się na ziemi. Kupujący jednak potrafił zawsze odróżnić swoją parę, podczas gdy ja nie mogłem tej sztuki dokazać. W ciągu pół roku znali się świetnie na różnych gatunkach i cenach. Listy z domu i do domu w tym czasie przedstawiały prawdziwą cedułę giełdową na gołębie.

Szymon Starkiewicz tak pisał po latach o Eustachym Kuroczce i stworzonej przez niego szkole:

...od razu pojął doniosłość nie rozumianej jeszcze wtedy prawdy, że nauka to jeden z najważniejszych czynników w leczeniu dziecka przewlekle chorego. Jego zapał organizacyjny postawił wkrótce szkołę na wysokim poziomie. W 1936 roku szkoła sanatoryjna na Górce otrzymała I międzynarodową nagrodę za prowadzenie lekcji na wolnym powietrzu, a wzory przesłane do Belgii i Czechosłowacji zyskały tam wielkie uznanie.

Byłem więc na I Międzynarodowym Zjeździe Pediatrów w Paryżu, zwiedzając w ciągu 2 tygodni zakłady i szpitale dziecięce. [...] Piękne to były sanatoria, bogato wyposażone, ale w żadnym nie znalazłem szkoły dla dzieci ani planowanych zajęć wychowawczych, które by ratowały te dzieci przed nudą, najbardziej wyczerpującą system nerwowy.

Jedna z uczennic Kuroczki, Kazimiera Błaszkiewicz, rozpoczyna swoje wspomnienia od zdań:

Kiedy przyjechałam na Górkę przedstawiałam sobą kompletną ruinę psychiczną i fizyczną [...] Miałam lat osiemnaście, lecz czułam się bardzo stara i zmęczona. Pragnęłam odpocząć i zapomnieć o rzeczywistości.

Zachęcona przez swojego Profesora (Kuroczkę) do nauki i do pracy przy wydawaniu sanatoryjnej gazetki „Górka” odzyskała energię i poczucie własnej wartości. Mimo ogromnych przeszkód, związanych z dużym stopniem niepełnosprawności i brakiem zrozumienia w kuratorium, osiągnęła cel, za jaki uznała zdanie matury. Postanowiła zostać nauczycielką dzieci przewlekle chorych. Mogła napisać w zakończeniu:

Jakże warto było żyć!

W latach 1930–1935 w samodzielnej szkole sanatoryjnej uczyło się 1414 dzieci, 360 zdało egzaminy do szkół średnich, a 10 uzyskało maturę w gimnazjum w Busku, gdzie absolwenci z Górki (czasem wnoszeni na salę egzaminacyjną na noszach) zdawali egzaminy jako eksterniści. Uczył się też dyrektor szkoły. W 1932 roku ukończył Wyższy Kurs Nauczycielski w Krakowie (język polski i historia), a w 1938 roku – dwuletni Instytut Pedagogiczny (specjalizacja: pedagogika i psychologia).
W Sanatorium „Górka” Kuroczko utrzymywał kontakty z ludźmi o podobnych poglądach, np. z Karolem Strzałkowskim, Stefanem Rudniańskim i innymi przedstawicielami lewicy nauczycielskiej, prowadził ideowo-polityczne dyskusje z pracownikami i gośćmi Górki oraz z młodzieżą (np. na temat Manifestu komunistycznego), czytał „Wiadomości Literackie” i „Wolnomyśliciela”, pełnił funkcję przewodniczącego wydziału pedagogicznego przy Oddziale Powiatowym ZNP. Na własnych 5. morgach ziemi w Bieszczadach organizował obozy dla robotniczej młodzieży, o różnych narodowościach i wyznaniach.

## Lata 1939–1944

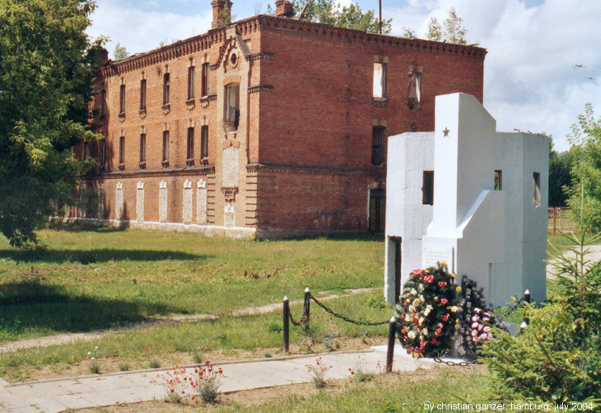
Budynek administracyjny obozu Bereza Kartuska i radziecki pomnik, postawiony w 1962

W sierpniu 1939 roku  Eustachy Kuroczko został nieoczekiwanie aresztowany (wraz z bratem, Józefem) i przewieziony do Berezy Kartuskiej. W obozie przebywał przez 19 dni. W tym czasie po raz kolejny odnowiły się dolegliwości związane z przebytą gruźlicą kostno-stawową. Był w ciężkim stanie.
Po zajęciu wschodnich obszarów Polski przez Związek Radziecki we wrześniu 1939, więźniowie mogli opuścić obóz (jego polska załoga zbiegła). Kuroczko nie wrócił do Buska – znalazł się we Lwowie. Został pracownikiem naukowym w Instytucie Doskonalenia Kwalifikacji Nauczycieli, powołanym w styczniu 1940 roku. Włączył się do zespołów działających w Inspektoracie Szkolnym, starających się przeciwdziałać ukrainizacji oświaty na Ukrainie Zachodniej (w obwodzie lwowskim uruchomiono wówczas 1003 szkoły podstawowe z ukraińskim językiem wykładowym, 314 szkół polskich i 7 szkół rosyjskich). Instytut i Inspektorat:

... określiły nowe treści programów i hamowały krańcowo pojętą ukrainizację. W zespołach programowych czynni byli: Eustachy Kuroczko, Stanisław Skrzeszewski, Jerzy Borejsza i Zofia Charszewska. Podręczniki opracowywali nauczyciele, asystenci szkół wyższych i literaci (m.in. Mieczysław Jastrun, Wanda Markowska, Julian Przyboś). Konsultantami byli profesorowie uniwersyteccy, a wśród nich Juliusz Kleiner, Stanisław Łempicki i Witold Taszycki.

Po ataku Niemiec na ZSRR (czerwiec 1941) Kuroczko wyjechał do Uzbekistanu, gdzie pracował jako nauczyciel w szkole średniej (uczył języka niemieckiego). Od października 1943 roku prowadził Dom Dziecka dla polskich dzieci w Zagorsku pod Moskwą. W 1944 roku został naczelnikiem w Resorcie Oświaty PKWN. W tym czasie m.in. wspierał wnioski o zaliczkowe wypłaty pierwszych powojennych wynagrodzeń pracownikom bibliotek publicznych, prowadził sprawy związane z odzyskiwaniem przez Polskę księgozbiorów, zagrabionych w czasie wojny, lub z ochroną mienia bibliotek przed innymi zagrożeniami, co ilustruje przykład Biblioteki Publicznej im. Hieronima Łopacińskiego w Lublinie:  

Z Arch. WBP, str 237: Zaświadczenie Resortu Oświaty PKWN, podpisane przez E. Kuroczko, stwierdza, że: „na podstawie Rozkazu Nacz[elnego] Wodza Wojska Polskiego gen Roli Żymierskiego i Komendanta Garnizonu miasta Lublina gen Stenczylo stwierdza, iż gmach biblioteki publicznej przy ul Narutowicza Nr 4, w którym mieści się w tej chwili 300 000 tomów książek, nie podlega zajęciu przez władze wojskowe i cywilne.

W 1944 r. zaangażował się w przywracanie procesu gromadzenia egzemplarzy obowiązkowych dla wszystkich bibliotek wojewódzkich odradzającej się Polski.

## Praca w Polsce Ludowej
Eustachy Kuroczko był przekonany, że zmiana systemu społeczno–politycznego w Polsce jest korzystna – umożliwi wszystkim Polakom dostęp do oświaty. Zachęcał nauczycieli do aktywnego włączenia się do przebudowy systemu oświatowego, np. publikując broszurę „O postawę społeczną nauczyciela” (1947). Nieco wcześniej wydał wspomnienia o zmarłym w 1945 roku kuratorze szkolnym, Witoldzie Wyspiańskim („Garść wspomnień o Wyspiańskim jako człowieku i przyjacielu”, 1946). Członek prezydium Zarządu Głównego Towarzystwa Przyjaźni Polsko-Radzieckiej w 1952 roku.
W Polsce Ludowej pełnił ważne funkcje, był np.:
- dyrektorem Departamentu Ogólnego w Ministerstwie Oświaty (1945–1947),
- sekretarzem generalnym i prezesem Związku Nauczycielstwa Polskiego (1949–1955),
- naczelnym redaktorem wydawnictwa „Nasza Księgarnia” (1954–1955).

Czynnie działał w Robotniczym Towarzystwie Przyjaciół Dzieci (RTPD), np. organizując Centralny Ośrodek Wychowawczo-Szkoleniowy im. Janusza Korczaka w Bartoszycach.
Eustachy Kuroczko był również posłem:
- do Sejmu Ustawodawczego (1947–1952) – okręg wyborczy: 038 Legnica, Klub PPR, Komisja Spraw Zagranicznych[15]
- do Sejmu I kadencji (1952–1956) – okręg wyborczy: 04 Płock, funkcja w Sejmie: Członek Rady Seniorów, Komisje Sejmowe: Oświaty, Nauki i Kultury[16]

Uchwałą KRN z 3 stycznia 1945 odznaczony Krzyżem Oficerskim Orderu Odrodzenia Polski, a w 1955 Złotą odznaką związkową Związku Zawodowego Nauczycielstwa Polskiego.
Pochowany na cmentarzu Powązki Wojskowe w Warszawie (kwatera B2-10-29/30).